# Super Fx-3650P
 (février 2025).
Si vous disposez d'ouvrages ou d'articles de référence ou si vous connaissez des sites web de qualité traitant du thème abordé ici, merci de compléter l'article en donnant les références utiles à sa vérifiabilité et en les liant à la section « Notes et références ».
La Super Fx-3650P est une calculatrice de la marque Casio lancée en 2002[réf. souhaitée]. Elle était vendue [Où ?].

## Caractéristiques

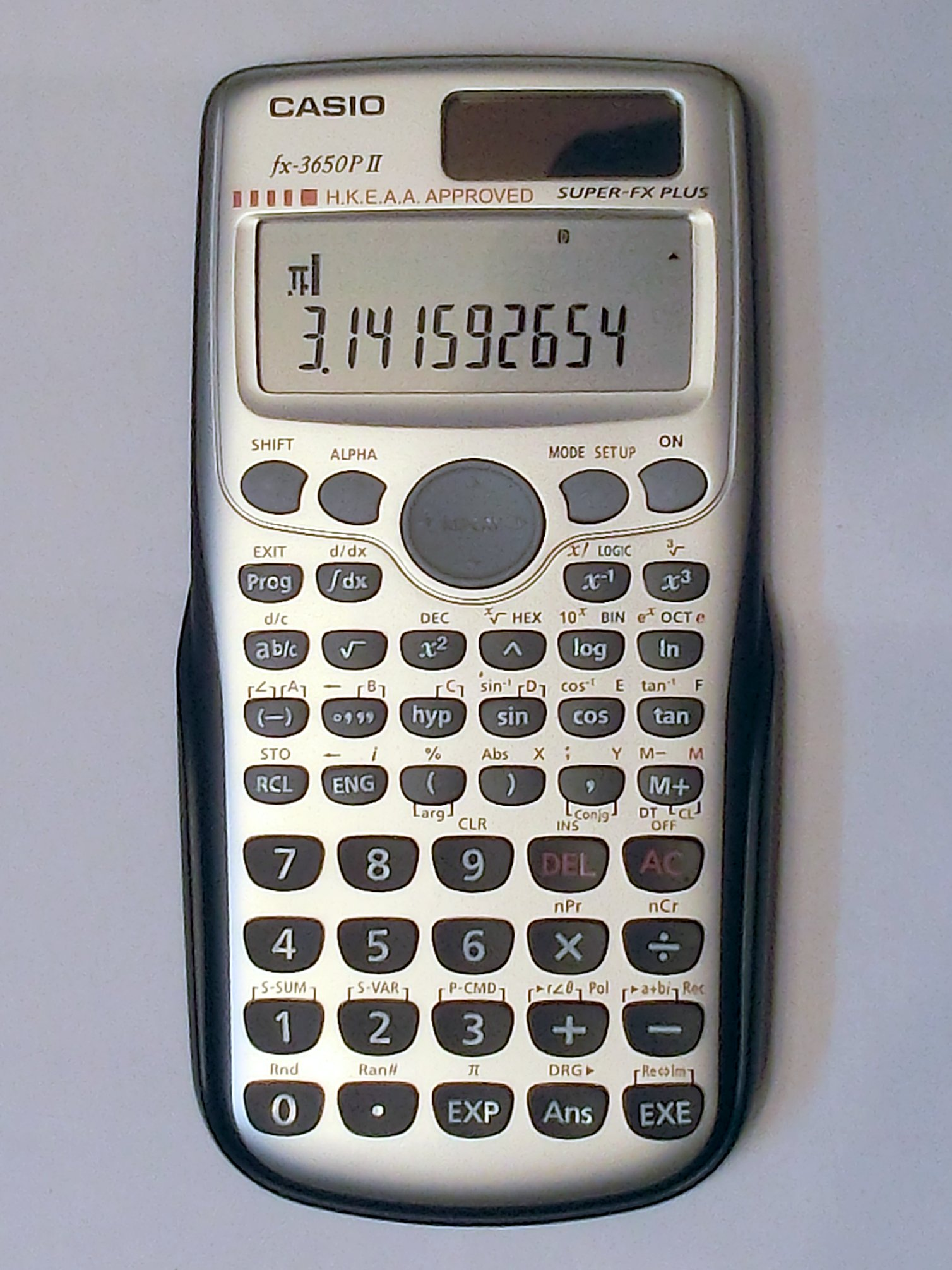
Casio fx-3650P II.

- Écran deux lignes, molette de retour en arrière
- 360 instructions
- Fonctionnalités :
  - Calcul d'intégrales, calcul différentiel, calcul en base N.
  - Nombres complexes
  - Hyperboliques et inverses
  - Permutations, combinaisons
  - Écarts types, moyenne, régression linéaire
- Dimensions :
  - Longueur : 159 mm
  - Largeur : 80 mm
  - Épaisseur : 11,8 mm
- Poids : 100 g
- Alimentation : 1 pile LR44 + solaire